# اروین اسپینلر
اروین اسپینلر (انگلیسی: Erwin Spinnler؛ زادهٔ ۱۱ آوریل ۱۹۴۷) بازیکن فوتبال اهل آلمان است.
از باشگاه‌هایی که در آن بازی کرده‌است می‌توان به باشگاه فوتبال کیکرز اوفنباخ و باشگاه فوتبال بروسیا مونشن‌گلادباخ اشاره کرد.